# The Spirit of '76 (Willard)
Pour les articles homonymes, voir The Spirit of '76.
The Spirit of '76 aussi intitulée Yankee Doodle est une peinture d'Archibald Willard réalisée en 1875 pour célébrer le centenaire de la déclaration d'indépendance des États-Unis. Elle fut exposée à Philadelphie pour l'Exposition universelle de 1876 et devint l'œuvre la plus célèbre de son auteur dont il fit plusieurs répliques (au moins 14). L'exemplaire présenté comme l'original exposé en 1876 à Philadelphie, se trouve au musée Abbot Hall à Marblehead dans le Massachusetts.

## Description
L'œuvre représente une scène qui se  déroule pendant la guerre d'indépendance des États-Unis. Au premier plan trois hommes marchant ensemble au pas. À gauche un jeune tambour qui regarde son voisin plus agé, lui aussi tambour, et à droite un joueur de fifre la tête bandée. Derrière eux se profile le drapeau américain. Ils ouvrent la marche à une troupe d'insurgés dont le meneur lève le bras pour entrainer le groupe. Devant eux à leurs pieds un homme à terre les salue. La version du musée Abbot Hall est signée A.M. Willard 1876 en bas à gauche.

## Histoire

### Origine
À l'origine Archibald Willard réalise un dessin satirique sur le thème du 4 juillet, en représentant trois musiciens en train de jouer du tambour et du fifre. Le dessin à l'encre (aujourd'hui perdu et connu par une copie tardive de l'artiste) est intitulé The Four of july musicians et sous titré Yankee Doodle. James F. Ryder, photographe professionnel et propriétaire d'une galerie d'art à Cleveland, à la recherche d'une œuvre pour l'Exposition universelle de 1876, voyant le dessin, suggère à Willard d'en faire une peinture, mais d'en écarter l'esprit humoristique, et d'accentuer le caractère patriotique. Son but est d'en faire des reproduction en chromolithographie, et de présenter la peinture originale lors de l'Exposition universelle qui se déroulera à Philadelphie pour les commémorations du centenaire de la Déclaration d'indépendance des États-Unis.

### Choix des modèles
Willard fait appel à des modèles non professionnels pour poser pour les principaux personnages du tableau, et utilisa aussi des photos de ses modèles prises par William F. Sawtelle un photographe local. Pour le jeune tambour, il fait la connaissance d'Henry K. Devereux, un étudiant de l'école militaire de Brooks à Cleveland. Il obtient la permission de son père, afin de le faire poser pour les besoins de l'œuvre. Pour le joueur de fifre il fait poser un vétéran de la guerre de Sécession comme lui, son ami le fermier Hugh Mosher qui avait été fifre pendant la guerre. Pour le vieux tambour au centre du tableau, Willard s'inspira de la haute stature de son père, le révérend Samuel Willard, décédé en 1874 avant la réalisation de la toile, il se basa sur un portrait photographique pris par Ryder peu avant sa mort,. Pour le soldat à terre au premier plan, Willard fit appel à trois personnes différentes comme modèles, Charles Spicer, Jay Wooley, et en dernier par son beau-frère et voisin Rufus Curtis.

### Exposition

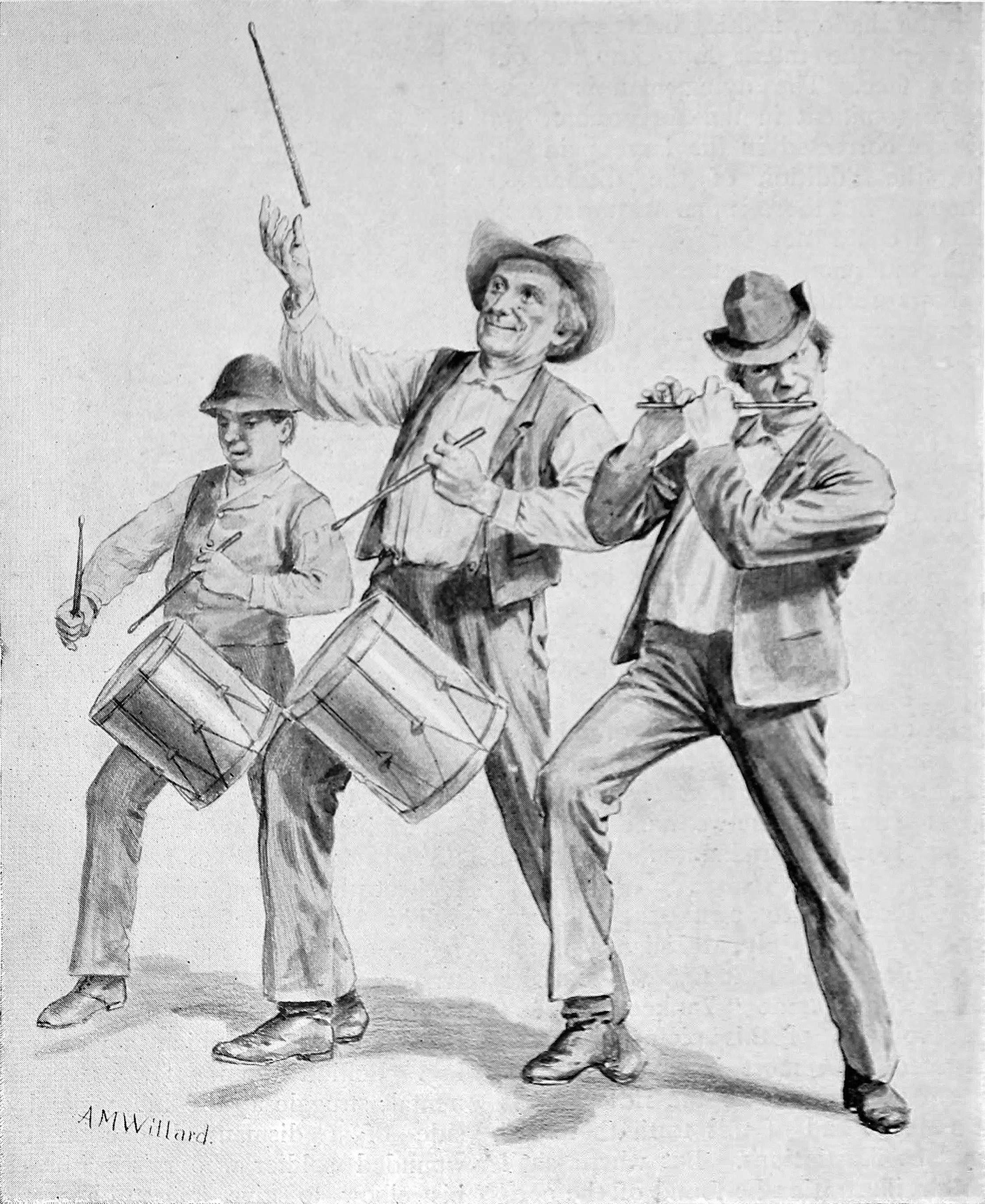
The Four of july musicians première idée de l'œuvre. Copie de 1895 d'un original perdu.
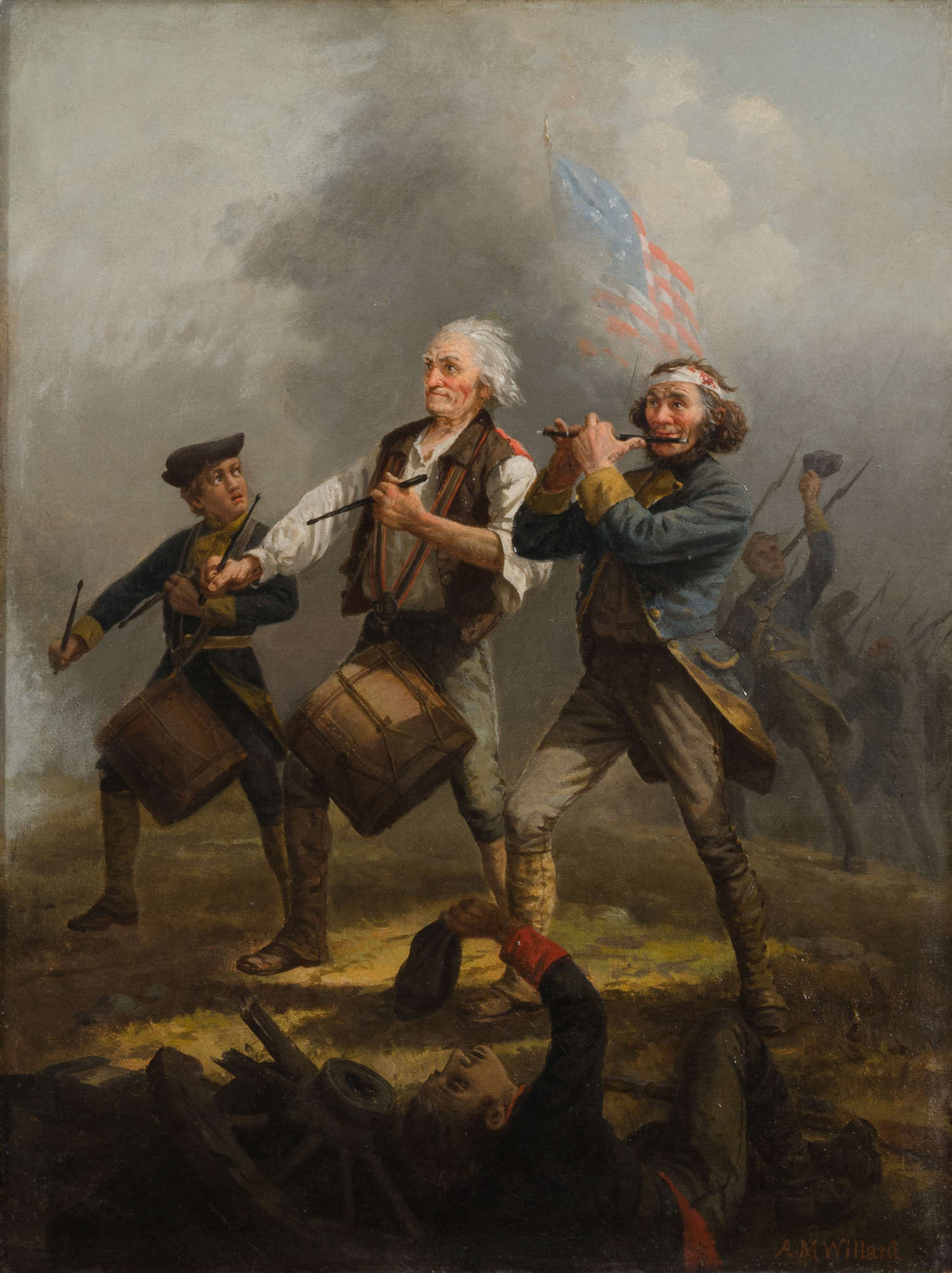
The Spirit of '76, une des premières versions, reproduite ensuite en chromolithographie par James Ryder (1876 coll. privé).
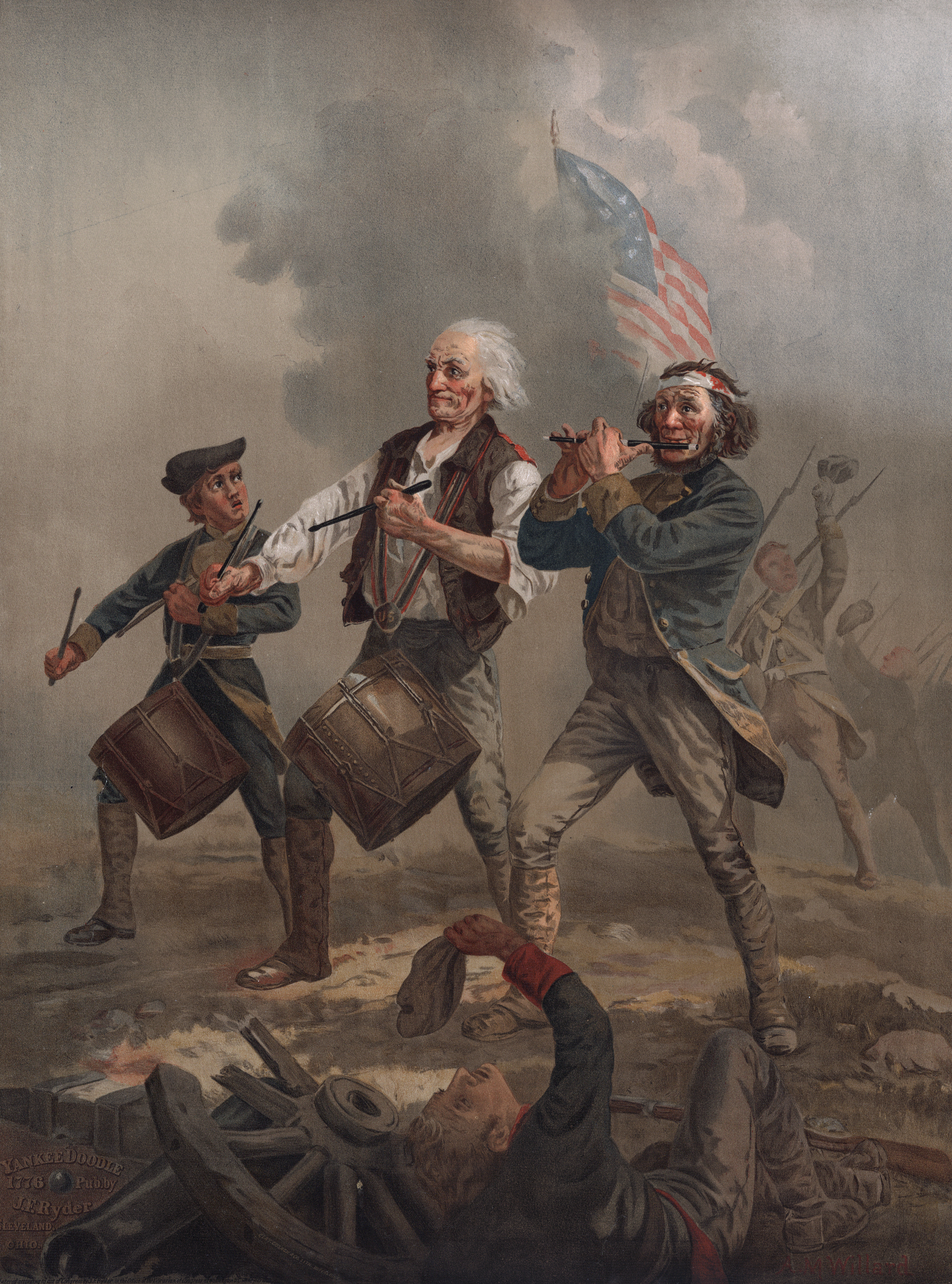
Chromolithographie par James F. Ryder de l'œuvre, retouchée par Willard, 1876.
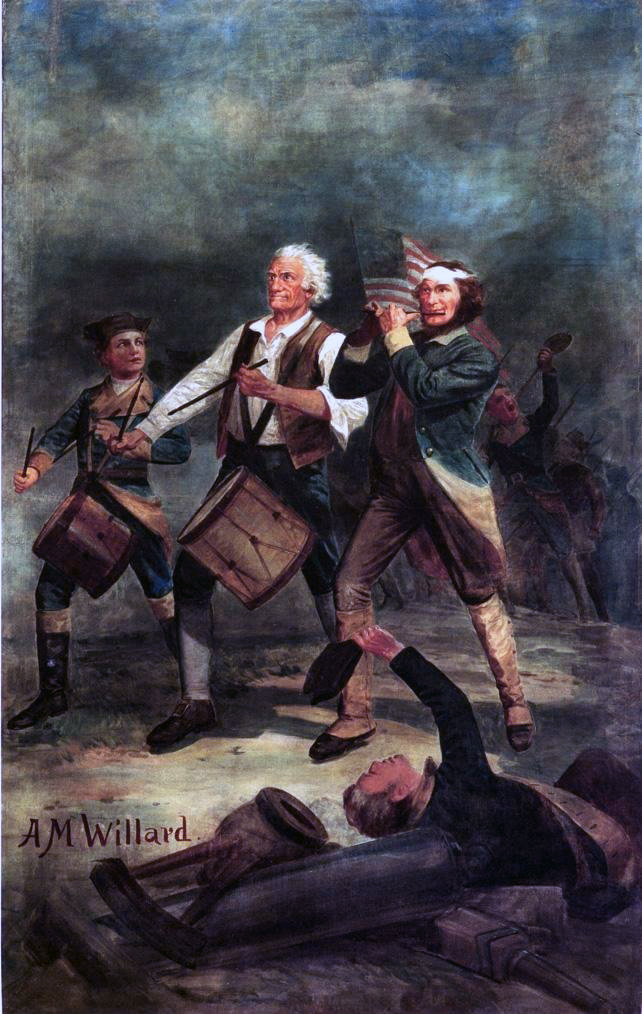
Version datée de 1876 conservée au Western Reserve Historical Society de Cleveland.
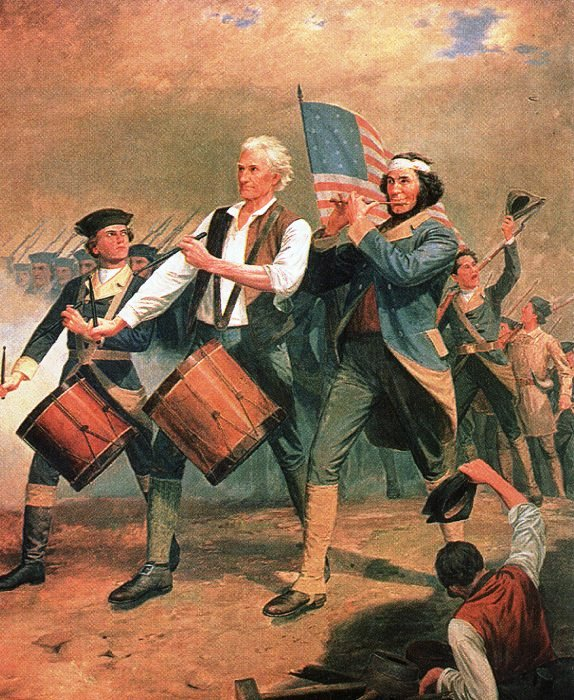
Réplique tardive de Willard Datée de 1912, et conservée au Cleveland City Hall.
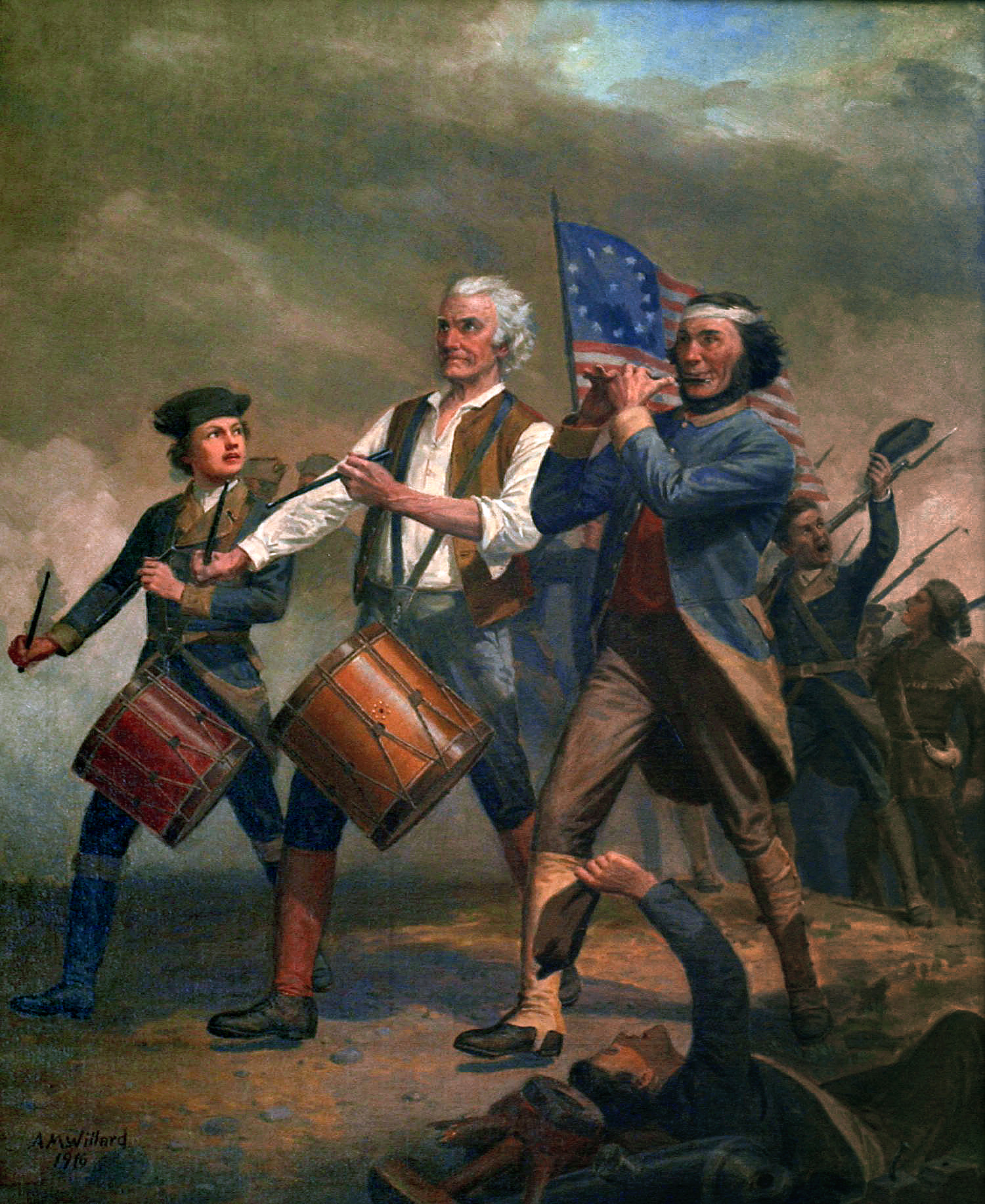
Dernière réplique par Willard Datée de 1916 conservée à la Herrick Memorial Library.